# First-Look-Vereinbarung
Eine First-Look-Vereinbarung ist eine Form des Vorkaufsrechts in der Filmbranche. 
In einer First-Look-Vereinbarung können verschiedene Regelungen zur Vermarktung getroffen werden. Meist sichert ein Filmproduktionsunternehmen zu, fertig produzierte oder produzierreife Filme exklusiv an einen Filmverleiher, Video-On-Demand-Anbieter oder TV-Sender abzugeben. Im Gegenzug dazu garantiert das Vertriebsunternehmen bestimmte Mindesteinkäufe. Für das Produktionsunternehmen hat das den Vorteil, nicht jeden Film individuell an einen Verleiher verkaufen zu müssen, sondern ökonomische Planungssicherheit zu haben. Es gibt außerdem First-Look-Vereinbarungen zwischen Drehbuchautoren und Filmproduktionsunternehmen. Dies sichert den Drehbuchautoren meist ein Grundgehalt zu auch für diejenigen Fälle, in denen die Vorlage abgelehnt wird (first refusal). Oftmals werden dann nach der fertigen Produktion noch anteilig an den Einspielergebnissen Bonuszahlungen ausgeschüttet. 